# 경제간섭주의
경제간섭주의(經濟干涉主義, economic interventionism, economic statism, state interventionism)는 시장 실패를 고치고 공익을 제고하기 위해 정부가 시장 프로세스에 간섭하는 것을 선호하는 경제 정책 관점이다.

## 경제 계획
경제계획(經濟計劃)이란 대체적으로 제1차 세계대전 이후에 나타난 현상이며 경제에 대한 국가권력의 개입을 말한다. 자유주의 경제가 발달함에 따라 처음에 예상했던 것보다도 예정의 조화를 이룩할 수 없었고 오히려 폐단이 더 많아짐에 따라 계획의 필요성이 발생한 것이다. 경제계획론으로는 다음의 네 가지를 고찰할 필요가 있다.
1. 자유주의 경제에서 생산의 능률과 분배의 공평을 규정하는 조건을 음미하고, 나아가서 재정금융의 조작을 통한 국가계획을 고찰하는 것―후생경제학
2. 최근의 소득분석의 발달에 띠라 국가계획의 기반으로서 국민소득의 생산·분배·지출의 관련을 고찰하는 것―국민소득론
3. 사회주의의 경제적 기능 특히 가격구조를 고찰하는 것―경제계획론
4. 자본주의와 사회주의를 비교하여 각자의 경제형태로서의 성격을 명백히 하는 것―경제체제비교론 등이다.

여기에서 경제계획을 다음과 같이 규정할 수가 있다. 즉 경제계획이란 국가계획 하에 국민경제에 관하여 어떠한 목적을 구상하여 그 실현가능의 제조건을 사전적으로 음미하는 것이다. 경제계획에 필요한 분석의 방법으로서 두 가지를 예상할 수 있다. 계획분석과 경향분석이 이것이다. 계획분석이란 사전적으로 어떠한 목적 상태의 실현 가능의 조건을 음미하는 것이며 자원의 적정 배정과 같은 것이 여기에 속한다. 경향분석은 사후적으로 실현된 과정을 설명하는 것으로 경기변동론과 같은 것이 여기에 속한다. 이것은 결국에 필요성과 가능성의 문제이며 사회주의 경제학이란 어떤 의미에서는 철저한 경향분석이며 자본주의 체제의 운동법칙을 해명하여 거기에서 어떠한 필요성을 도출하는 것이고 사회주의 자체의 성립 가능성은 규명되지 않았다. 여기에 대하여 근대 이론은 계획분석의 성격을 다분히 포함하고 있다. 가격구조의 비조화적인 요소를 퉁하여 조화적인 것의 성립 가능성을 규명하는 것이 그것이다. 그러나 그 조건의 필연이라는 것도 생각할 수 없고 또한 그 제한의 가능성도 생각할 수는 없는 것이다. 현실적으로는 어떠한 폭을 가진 필연의 흐름이 있고 그 속에 많은 가능한 방향이 있다고 생각하는 것이 가장 타당하다. 다만 필연에 역점을 두면 경향분석이 된다고 보아야 한다. 계획경제와 경제계획과의 구별에 대하여 언급하면, 전자는 경제질서의 특정한 형태를 말하는 것이고, 후자는 경제판단의 특정한 작용을 말하는 것이다. 국가계획이 강력히 작용하는 경제질서가 계획경제이고 국가 단위든 기업 단위든 사전에 실현 가능성을 탐색 설정하는 것이 경제계획이다.

## 같이 보기
- 계획 경제